# Papus

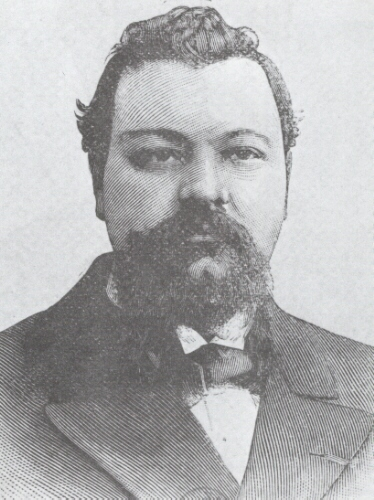
Papus (Gérard Anaclet Vincent Encausse)

Papus, pseudoniem van Gérard Anaclet Vincent Encausse, (A Coruña, 13 juli 1865 - Parijs, 25 oktober 1916) was een Frans esotericus. De lijst van zijn boeken telt 160 titels. Zijn pseudoniem Papus is ontleend aan het Nuctemeron van Apollonius van Tyana.
Papus was op het einde van de 19e eeuw en het begin van de 20e eeuw een van de hoofdfiguren in het internationale occultisme. Veel van zijn boeken worden tot vandaag beschouwd als basis voor de kennis van het occultisme.

## Levensloop
Papus werd geboren in Spanje. Hij had een Franse vader, Louis Encausse, die chemicus was, en een Spaanse moeder. Toen hij vier jaar oud was, vestigde het gezin Encausse zich in Parijs. Reeds jong was Papus geïnteresseerd in Kabbala, tarot, magie, occultisme en alchemie. Hij bracht veel tijd door in de Bibliothèque Nationale in Parijs en las de werken van Eliphas Levi.
In 1884 werd Papus lid van de door Helena Petrovna Blavatsky opgerichte  Theosophical Society. Hij verliet deze groep echter in 1888. Papus was ook lid van de hermetische Hermetic Brotherhood of Luxor. In 1888 stichtte Papus met zijn vriend Lucien Chamuel, La Librairie du Merveilleux. Zij richtten samen de Groupe Indépendant d'Etudes Esotériques op. Datzelfde jaar verscheen voor het eerst het tijdschrift L'Initiation.
Voor Papus was de markies Joseph Alexandre Saint-Yves d'Alveydre (1842-1909) zijn intellectuele leraar. Zijn ontmoeting met Mijnheer Philippe (Nizier Anthelme Philippe), de spirituele genezer en geestelijke leraar uit Lyon, zou echter zijn zienswijze op de wereld totaal veranderen. Papus werd een overtuigd christen en voor hem was Meester Philippe zijn spirituele leraar.

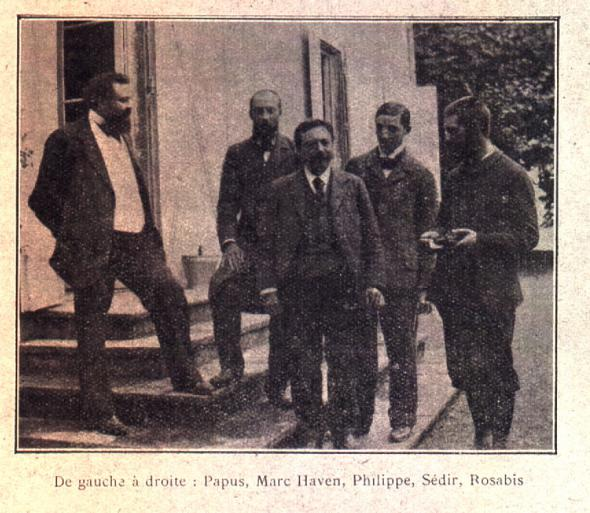
Van links naar rechts: Papus, Marc Haven, Meester Philippe, Paul Sédir, Rosabis in de tuin van de Clos Landar.

Papus ontmoette Pierre-Augustin Chaboseau (1868-1946) in 1888. Beiden waren student in de geneeskunde, met dezelfde interesses. Ze ontdekten dat ze allebei geïnitieerde leerlingen waren van Louis-Claude de Saint-Martin. Henri Delaage had Papus ingewijd in 1882 en Mme Amélie de Boisse-Mortemart had Pierre-Augustin Chaboseau ingewijd in 1886.
Louis Claude de Saint-Martin had nooit de bedoeling een orde te stichten. Hij initieerde zijn leerlingen rechtstreeks zonder enige vorm van rituele handeling.
Papus en Pierre-Augustin Chaboseau wisselden hun inwijdingen, hun kennis, uit en stichtten L’Ordre Martiniste. Sinds 1888 kan men zodoende spreken van een gestructureerde Martinistenorde, waarvan Papus beschouwd wordt als de geestelijke vader. In 1889 verscheen in het maandblad L'Initiation voor het eerst een artikel over deze nieuwe Martinistenorde. In 1891 beslisten de Martinisten om de eerste loges op te richten en een Opperraad te installeren. Leden van de Opperraad waren Gérard Encausse (Papus), Pierre-Augustin Chaboseau, Lucien Chamuel (Mauchel), Yvon Leloup (Paul Sédir), Paul Adam, Maurice Barrès, Julien Lejay, Georges Montière, François-Charles Barlet (Albert Faucheux), Jacques Burget, Joséphin Péladan en Stanislas de Guaita. Op 10 september 1891 kwam de Opperraad voor het eerst samen. Papus werd benoemd tot Grootmeester voor het leven. De andere leden werd benoemd voor vier of voor één jaar.
Op 8 oktober 1891 legde de Opperraad alle modaliteiten voor toekenning Logecharters vast. Eind november 1891 telde de Martinistenorde reeds 17 loges en was ze aanwezig in onder meer Frankrijk, Spanje, Italië, Duitsland en de Verenigde Staten.
In 1889 werd Papus lid van Rozenkruisers-aftakking L'Ordre Kabbalistique de la Rose-Croix, opgericht datzelfde jaar door Joséphin Péladan en Stanislas de Guaita. Vier jaar later werd hij gewijd tot bisschop van l'Eglise Gnostique de France. In 1894 werd Papus doctor in de Geneeskunde aan de Universiteit van Parijs. Hij werkte als hoofdgeneesheer van het laboratorium in het Hôpital de la Charité te Parijs. Hij opende ook een artsenpraktijk in de Rue de Rodin.
Op 23 maart 1895 werd Papus ingewijd tot Néophite in de Ahathoor Temple of The Golden Dawn in Parijs. Datzelfde jaar, op 7 november, huwde hij met Mathilde Ignard d’Argence, weduwe Theuriet, in de kerk van Notre-Dame d’Auteuil. Op 12 juli 1899 werd Papus geïnitieerd in de Rite van Memphis en Misraïm.
Papus wilde een soort overkoepelende organisatie vormen die alle broederschappen omvatte. In 1906 had hij contacten met John Yarker, William W. Westcott en Theodor Reuss in Duitsland. Hij zocht ook contact met de Loge du Temple de Perfection INRI, welke onder de voogdij stond van de Grand Loge Swedenborgienne du Rite Primitif et Original de la Franc-Maçonnerie en de Grand Loge Misraïmite. Op 9 juni 1908 kon hij een internationale conferentie organiseren, doch een overkoepelende organisatie kwam er niet. Wel kreeg Papus toen de heerschappij over de Ritus van Memphis en Misraïm. In 1913, na het overlijden van John Yarker, kwam Papus internationaal aan het hoofd te staan met als titel Grand Hierophant. Charles Détré (Teder) werd zijn assistent.
Papus reisde ook naar Rusland, met de bedoeling zijn ideeën daar te verspreiden. In 1901, 1905 en 1906 bezocht hij, in de functie van arts en raadgever, tsaar Nicolaas II en tsarina Alexandra Fjodorovna. Het is ook bekend dat er in Rusland een bloeiende Martinistenorde bestond.
Tijdens de Eerste Wereldoorlog werkte Papus als arts - hoofd van een ziekenwagen - aan het front. Verzwakt door jaren hard werken en de slechte leefomstandigheden tijdens de oorlog werd hij ziek. Hij ging naar het ziekenhuis La Charité waar hij bij de ingang op de trappen op 25 oktober 1916 aan tuberculose overleed.
Papus ligt begraven in Parijs op de begraafplaats Père-Lachaise, waar sedert zijn overlijden ieder jaar een herdenkingsceremonie wordt gehouden, om 10 uur in de ochtend op de zondag het dichtst gelegen bij de 25e oktober.

## Initiatieke stromingen
Papus was lid van een aantal esoterische en initiatieke stromingen:
- het martinisme
- de theosofie
- de vrijmetselarij

## Tijdschriften
Deze tijdschriften werden door Papus gesticht of beheerd.
- Le Voile d'Isis
- L'Initiation (Franstalig, met sporadisch een Engelse editie)
- Mysteria
- Hiram
- The Rising Sun (Engelstalig, maar in Frankrijk uitgegeven)
- La Thérapeutique Intégrale

## Voornaamste werken
- ABC illustré d'occultisme
- Bibliographie raisonnée de la science occulte
- La Cabbale
- Ce que deviennent nos morts
- Ce que doit savoir un maître maçon
- Comment on lit dans la main
- Précis de physiologie synthétique
- La magie et l'hypnose
- Martinézisme, Willermozisme, Martinisme et Franc-Maçonnerie
- La réincarnation
- La science des mages
- La science des nombres
- Le Tarot des Bohémiens
- Le Tarot divinatoire
- Traité méthodique de magie pratique
- Traité élémentaire de science occulte
- Traité élémentaire d'occultisme
- Traité méthodique de science occulte

Werken van Papus werden uitgegeven in onder meer Frankrijk, België, Spanje, Brazilië, Rusland, Tsjecho-Slowakije, de Verenigde Staten, Duitsland, Engeland en Italië.

## Trivia
Rond 1900 was ook ene Georges Vaillat (geboren in 1867 in Châteauroux) actief onder de naam Papus (of Papuss, Papusz, Papoes). Deze 'hongerkunstenaar' beweerde dagenlang zonder eten of drinken te kunnen overleven in een glazen kist ondergedompeld in water. In 1904 werd hij in Rotterdam betrapt op het heimelijk eten van geklutste eieren, bouillon en knakworstjes.